# Ypané
Ypané − miasto paragwajskie leżące nad rzeką Paragwaj w departamencie Central, 27 km na południe od Asunción. Liczy około 22 tys. mieszkańców.
Jest siedzibą klubu piłkarskiego Tembetary.